# Sieben freie Dörfer
Sieben freie Dörfer ist eine siedlungsgeschichtliche und überlieferte Bezeichnung für die sieben Dörfer Ahornberg, Almbranz, Jehsen, Laubersreuth, Meierhof, Oelschnitz und Querenbach, heute im oberfränkischen Landkreis Hof gelegen.
Die Bezeichnung „sieben alte freie Dörfer“ hängt mit der Besiedlung der Gegend um Münchberg zusammen. Richard Querfeld verweist auf Forschungen, die die Anlage der Dörfer in die Zeit von Kaiser Heinrich III. datieren. Sie dienten der Sicherung einer Königstraße zwischen Hof und Nürnberg. Bei der Kultivierung der Region spielten die Walpoten eine maßgebliche Rolle, in fünf der sieben Dörfer trat früh die Familie von Schlegel als deren Dienstleute in Erscheinung. Die sieben Dörfer waren mit Privilegien ausgestattet, die gewöhnlich eher Märkten und Städten zustanden. Beispielsweise war das Bierbrauern und Handwerkern die Ausübung städtischer Gewerbe erlaubt. Eine Besonderheit war die jährliche Zusammenkunft von vier Bürgermeistern und acht Ratsherren am 28. Dezember, dem Tag der unschuldigen Kindlein, in Ahornberg. Den Vorsitz führte der Stadtrichter von Münchberg. In den Jahren 1369 bis 1374 gelangten die Dörfer durch Verkauf der von Schlegel, der mit ihnen verwandten von Mengersreuth und der von Sparneck zu Weißdorf nach und nach in den Herrschaftsbereich der Burggrafschaft Nürnberg unter Friedrich V. Unter den Sieglern der Verkäufe befand sich immer die Familie von Wolfstriegel. Die Bezeichnung „Sieben Dörfer“ ist erst 1485 erstmals urkundlich belegt, zuvor wurden die Dörfer lediglich gemeinsam genannt. Der 1493 eingesetzte Münchberger Amtmann Georg von Wallenrode wurde als Amtmann von Münchberg und „den Siebendorffern“ bezeichnet. Es existiert ein Landbuch der Sieben Dörfer vom Anfang des 16. Jahrhunderts, ähnliche Landbücher wurden für das benachbarte Stammbach (siehe Landbuch von Stammbach) und für Münchberg angelegt. Einzelne Sonderrechte blieben bis zur Neuordnung der Gemeinden durch die bayerische Regierung Anfang des 19. Jahrhunderts bestehen.